# Patience Okon George
Patience Okon George (25 novembre 1991) è una velocista nigeriana.

## Palmarès
| Anno | Manifestazione          | Sede           | Evento        | Risultato  | Prestazione | Note                          |
| ---- | ----------------------- | -------------- | ------------- | ---------- | ----------- | ----------------------------- |
| 2013 | Mondiali                | Mosca          | 4×100 m       | Batteria   | dq          |                               |
| 2013 | Mondiali                | Mosca          | 4×400 m       | 5ª         | 3'27"57     |                               |
| 2014 | Mondiali indoor         | Sopot          | 4×400 m       | 5ª         | 3'31"59     |                               |
| 2014 | World Relays            | Nassau         | 4×200 m       | 7ª         | 1'33"71     | Record nazionale              |
| 2014 | World Relays            | Nassau         | 4×400 m       | Bronzo     | 3'23"41     |                               |
| 2014 | Giochi del Commonwealth | Glasgow        | 4×100 m       | Argento    | 42"92       |                               |
| 2014 | Giochi del Commonwealth | Glasgow        | 4×400 m       | Argento    | 3'24"71     |                               |
| 2014 | Campionati africani     | Marrakech      | 400 m piani   | Bronzo     | 51"68       |                               |
| 2014 | Campionati africani     | Marrakech      | 4×400 m       | Oro        | 3'28"87     |                               |
| 2015 | World Relays            | Nassau         | 4×400 m       | Batteria   | 3'32"16     |                               |
| 2015 | Mondiali                | Pechino        | 400 m piani   | Semifinale | 50"76       | Miglior prestazione personale |
| 2015 | Mondiali                | Pechino        | 4×400 m       | 5ª         | 3'25"11     |                               |
| 2015 | Giochi panafricani      | Brazzaville    | 400 m piani   | Argento    | 50"71       |                               |
| 2015 | Giochi panafricani      | Brazzaville    | 4×400 m       | Oro        | 3'27"12     |                               |
| 2016 | Campionati africani     | Durban         | 400 m piani   | Bronzo     | 52"33       |                               |
| 2016 | Campionati africani     | Durban         | 4×400 m       | Argento    | 3'29"94     |                               |
| 2016 | Giochi olimpici         | Rio de Janeiro | 400 m piani   | Semifinale | 52"52       |                               |
| 2017 | World Relays            | Nassau         | 4×200 m       | 5ª         | 1'33"08     |                               |
| 2017 | World Relays            | Nassau         | 4×400 m       | 7ª         | 3'32"94     |                               |
| 2017 | Mondiali                | Londra         | 400 m piani   | Semifinale | 52"60       |                               |
| 2017 | Mondiali                | Londra         | 4×400 m       | 5ª         | 3'26"72     |                               |
| 2018 | Giochi del Commonwealth | Gold Coast     | 400 m piani   | Batteria   | dq          |                               |
| 2018 | Giochi del Commonwealth | Gold Coast     | 4×400 m       | Argento    | 3'25"29     |                               |
| 2018 | Campionati africani     | Asaba          | 400 m piani   | 5ª         | 52"34       |                               |
| 2018 | Campionati africani     | Asaba          | 4×400 m       | Oro        | 3'31"17     |                               |
| 2019 | World Relays            | Yokohama       | 4×100 m       | Batteria   | 45"07       |                               |
| 2019 | World Relays            | Yokohama       | 4×400 m       | Batteria   | 3'32"10     |                               |
| 2019 | Giochi panafricani      | Rabat          | 400 m piani   | 5ª         | 52"18       |                               |
| 2019 | Giochi panafricani      | Rabat          | 4×400 m       | Oro        | 3'30"32     |                               |
| 2019 | Mondiali                | Doha           | 400 m piani   | Semifinale | 51"89       |                               |
| 2019 | Mondiali                | Doha           | 4×400 m       | Batteria   | 3'35"90     |                               |
| 2021 | Giochi olimpici         | Tokyo          | 400 m piani   | Batteria   | 52"41       |                               |
| 2021 | Giochi olimpici         | Tokyo          | 4×100 m       | Batteria   | 43"15       |                               |
| 2021 | Giochi olimpici         | Tokyo          | 4×400 m mista | Batteria   | 3'13"60     | Record africano               |
| 2022 | Campionati africani     | Saint Pierre   | 400 m piani   | 5ª         | 52"98       |                               |
| 2022 | Campionati africani     | Saint Pierre   | 4×400 m       | Bronzo     | 3'36"24     |                               |
| 2022 | Campionati africani     | Saint Pierre   | 4×400 m mista | Argento    | 3'22"38     |                               |
| 2022 | Mondiali                | Eugene         | 4×400 m mista | 6º         | 3'16"21     |                               |
| 2022 | Giochi del Commonwealth | Birmingham     | 400 m piani   | Semifinale | 52"90       |                               |
| 2022 | Giochi del Commonwealth | Birmingham     | 4x400 m       | 6ª         | 3'33"13     |                               |
| 2023 | Mondiali                | Budapest       | 4×400 m       | Batteria   | dq          |                               |
| 2023 | Mondiali                | Budapest       | 4×400 m mista | Batteria   | 3'14"38     |                               |
| 2024 | Giochi panafricani      | Accra          | 4×400 m       | Oro        | 3'27"29     |                               |
| 2024 | Giochi panafricani      | Accra          | 4×400 m mista | Oro        | 3'13"26     | Record africano               |
| 2024 | Campionati africani     | Douala         | 4x400 m       | Oro        | 3'27"31     | Record dei campionati         |
| 2024 | Campionati africani     | Douala         | 4x400 m mista | Argento    | 3'13"72     |                               |
| 2024 | Giochi olimpici         | Parigi         | 4x400 m mista | Batteria   | 3'11"99     | Record africano               |